# Kurułtaj-Ruch
Kurułtaj-Ruch – frakcja parlamentarna działająca w Radzie Najwyższej Republiki Autonomicznej Krymu.
W jej skład wchodzi obecnie 8 deputowanych:  Remzi Iliasow (lider frakcji), Azyz Abdullajew, Szewket Kajbullajew, Łeonid Piłunśkyj (zastępca), Serwer Salijew, Rajet Settarow, Abmedżyt Sulejmanow, Smaił Temindarow.
Weszli oni do parlamentu z listy Ludowego Ruchu Ukrainy w wyborach z 2006 roku.